# Metoda Bordy
Metoda Bordy – ordynacja preferencyjna niespełniająca kryterium Condorceta, w której punkty są przyznawane za końcowe uszeregowanie kandydata / opcji wyboru w wyniku przeprowadzonego głosowania. Głosowanie polega na przyznaniu punktów reprezentujących preferencje wszystkich głosujących każdemu z kandydatów. Końcowe uszeregowanie wynika z sumy punktów, jakie uzyskał każdy kandydat. Ten, który zdobędzie najwięcej punktów jest zwycięzcą.
Metoda ta preferuje opcje, które są w dostatecznym stopniu akceptowane przez większość głosujących, w przeciwieństwie do metod, których wynikiem jest wybór opcji uznawanej za najlepszą przez największą grupę głosujących. Stąd określana jest jako metoda oparta na konsensusie a nie jako metoda większościowa.
Proponowana wielokrotnie w różnych modyfikacjach metoda Bordy ("Borda Count", "Modified Boarda Count", "Quota Borda System") jest nazywana na cześć francuskiego matematyka i politologa z XVII wieku, Jeana-Charlesa de Borda, który to także zaproponował stosowanie jednostki metr w pomiarach długości.

## Głosowanie
Głosujący szereguje opcje tworząc ich ranking według swoich preferencji. Najbardziej preferowana opcja otrzymuje pierwszą pozycję, kolejna drugą itd. Następnie poszczególnym pozycjom przypisywane są punkty.
Według najprostszej metody, liczba punktów przyznanych pierwszej pozycji na liście odpowiada ilości wszystkich opcji i maleje kolejno o 1 dla każdej następnej opcji aż do 1 punktu dla najmniej preferowanej opcji na liście jak w poniższym przykładzie
| Pozycja | Kandydat  | Formuła | Punkty |
| ------- | --------- | ------- | ------ |
| 1.      | Andrzej   | (n)     | 5      |
| 2.      | Bronisław | (n – 1) | 4      |
| 3.      | Cecylia   | (n – 2) | 3      |
| 4.      | Dawid     | (n – 3) | 2      |
| 5.      | Elżbieta  | (n – 4) | 1      |

Według alternatywnej metody, punkty przyznawane są zgodnie z liczbą opcji niżej ocenianych niż opcja, którą punktujemy, zatem kandydat zajmujący pierwszą pozycję otrzyma n - 1 punktów, czyli tyle, ile pozycji znajduje się pod nim rankingu. Najniżej oceniana opcja w tej metodzie otrzyma 0 punktów:
| Pozycja | Kandydat  | Formuła | Punkty |
| ------- | --------- | ------- | ------ |
| 1.      | Andrzej   | (n – 1) | 4      |
| 2.      | Bronisław | (n – 2) | 3      |
| 3.      | Cecylia   | (n – 3) | 2      |
| 4.      | Dawid     | (n – 4) | 1      |
| 5.      | Elżbieta  | (n – 5) | 0      |

W kolejnej, zmodyfikowanej metodzie (nazywanej również metodą bądź systemem Dowdalla, stosowana w wyborach do Parlamentu Nauru) głosujący przyznaje 1 punkt pozycji pierwszej, 1/2 punktu pozycji drugiej, 1/3 punktu pozycji trzeciej itd.
| Pozycja | Kandydat  | Formuła | Punkty |
| ------- | --------- | ------- | ------ |
| 1.      | Andrzej   | 1/1     | 1.00   |
| 2.      | Bronisław | 1/2     | 0.50   |
| 3.      | Cecylia   | 1/3     | 0.33   |
| 4.      | Dawid     | 1/4     | 0.25   |
| 5.      | Elżbieta  | 1/5     | 0.20   |

## Ilustracja niespełniania kryterium Condorceta
Metoda Bordy nie spełnia kryterium Condorceta w następującej sytuacji:
W wyborach bierze udział pięciu głosujących nad wyborem trzech wariantów decyzji. 3 wyborców preferuje A nad B i B nad C, natomiast 2 wyborców preferuje B nad C i C nad A. Fakt zaistnienia 3 z 5 preferujących A nad jakiekolwiek inne alternatywy ustanawia A jako zwycięzcę według kryterium Condorceta.
Jednak według metody Bordy pierwsze miejsce w tej sytuacji daje 2 punkty, drugie 1 punkt, a trzecie 0 punktów.
Toteż, kandydat A łącznie otrzymuje 6 punktów (3 razy 2), i 0 punktów za pozostałych dwóch głosujących, w sumie 6 punktów.
Natomiast kandydat B otrzymuje 3 punkty (3 razy 1) od trzech głosujących, którzy preferują A nad B, i B nad C, jak i 4 punkty (2 razy 2) od pozostałych dwóch głosujących, którzy preferują B nad C i C nad A.
Otrzymując 7 punktów, B staje się zwycięzcą według metody Bordy.